# 義華路
義華路（Yihua Rd.）為高雄市三民區的東西向道路，東起於澄清路口銜接文衡路，西止於正忠路口。

## 行經行政區域
- 三民區

## 沿線設施
（由東至西）
- 彰化銀行建興分行
- 高雄市私立常春藤幼兒園
- 寶華停車場
- 本揚兒童遊戲場
- 陽明公有停車場
- 全家便利商店高雄陽明店
- 高雄市立陽明國民中學
- 7-ELEVEN義明門市
- 高雄市體育處陽明溜冰場
- 高雄市政府警察局三民第二分局陽明派出所
- 臺灣中小企業銀行大昌分行
- 7-ELEVEN大義門市

## 公共自行車
- 高雄市公共自行車租賃系統：
  - 陽明義華路口：陽明路/義華路口(東北側)
  - 陽明溜冰場：義華路/義華路199巷西北側

## 相關連結
- 高雄市主要道路列表